# جو غراهام
جو غراهام (بالإنجليزية: Joe Graham)‏ هو مؤرخ بريطاني، ولد في 30 يناير 1944.